# Moftul român
Moftul român a fost o revistă umoristică înființată de Ion Luca Caragiale în ianuarie 1893, după ce acesta se retrăsese din ziaristică de la sfârșitul anului 1889.
Publicația era subintitulată ironic „Revista spiritistă națională, organ pentru răspândirea științelor oculte în Dacia Traiană”.
În ea au fost publicate unele dintre cele mai valoroase schițe caragialiene. Începând cu numărul 11 a devenit ilustrată, publicând și caricaturi.
Revista a apărut, cu unele întreruperi, până în anul 1902. 
Printre colaboratorii ei s-au numărat Dimitrie Teleor, E. Gârleanu, I. Al. Brătescu-Voinești, Al. Cazaban. 
Calendarul Moftului român, pe anul 1908, de I. L. Caragiale, a apărut la București.

## Noua ediție
Revista a fost relansată la data de 10 octombrie 2010, cu apariție lunară, și avându-l ca director editorial pe Miron Manega.